# Roncus lubricus
Espèce
Synonymes
- Roncus lubricus cavernicola Tömösváry, 1882
- Obisium tenax Navás, 1918
- Olpium catalaunicum Navás, 1921

Roncus lubricus est une espèce de pseudoscorpions de la famille des Neobisiidae.

## Distribution
Cette espèce se rencontre au Royaume-Uni, en Irlande, au Portugal, en Espagne, en France, en Belgique, aux Pays-Bas, en Allemagne, en Suisse, en Autriche, en Italie, en Slovénie, en Croatie, en Bosnie-Herzégovine, en Serbie, en Albanie, en Grèce, en Bulgarie, en Roumanie, en Hongrie, en Tchéquie, en Slovaquie, en Ukraine, en Géorgie, à Malte, en Algérie et au Maroc. Elle a été introduite à Sainte-Hélène et aux États-Unis.

## Systématique et taxinomie
Roncus lubricus cavernicola et Obisium tenax ont été placées en synonymie par Beier en 1932.
Olpium catalaunicum a été placée en synonymie par Beier en 1939.

## Publication originale
- L. Koch, 1873 : Uebersichtliche Dartstellung der Europäischen Chernetiden (Pseudoscorpione). Bauer und Raspe, Nürnberg, p. 1-68 (texte intégral).